# Le avventure di Bianca e Bernie
Le avventure di Bianca e Bernie (The Rescuers) è un film d'animazione del 1977 diretto da Wolfgang Reitherman, John Lounsbery e Art Stevens. Il film, 23º Classico Disney, è incentrato sulla Società Internazionale di Salvataggio, un'organizzazione di topi con sede a New York dedicata ad aiutare le vittime di rapimento in tutto il mondo. Due di questi topi, l'elegante Miss Bianca e il suo co-agente, il nervoso usciere Bernie, si avviano a salvare Penny, una bambina orfana tenuta prigioniera nella "palude del Diavolo" dalla cacciatrice di tesori Madame Medusa.
Il film è ispirato a una serie di libri di Margery Sharp, in particolare Miss Bianca al Castello Nero (1959) e Nuove avventure di Miss Bianca (1962). Fu distribuito negli Stati Uniti da Buena Vista Distribution Company il 22 giugno 1977. Grazie al successo del film, un sequel intitolato Bianca e Bernie nella terra dei canguri fu distribuito nel 1990, rendendo Le avventure di Bianca e Bernie il primo classico Disney ad averne uno.

## Trama
Dal rudere di un battello in secca nella Palude del Diavolo in Louisiana, una bambina lancia nel fiume un messaggio in bottiglia, con cui chiede aiuto. La bottiglia, dopo una burrasca, giunge fino alle coste di New York, dove viene ritrovata dalla Società Internazionale di Salvataggio, un'organizzazione a cui partecipano dei topi provenienti da tutto il mondo, la cui sede è in un cavedio del palazzo delle nazioni unite. Il messaggio è poco leggibile a causa del viaggio in balia delle onde, ma viene fortunatamente decifrato e si scopre che il mittente è un'orfanella di nome Penny, la quale si trova in un terribile guaio. La rappresentante dell'Ungheria, Miss Bianca, chiede l'incarico di salvare la bambina e l'Assemblea accetta a patto però che ella prenda con sé un compagno per la missione; sorprendendo tutti, la topina sceglie il goffo ed impacciato usciere Bernie, che prova già una certa attrazione per lei.
I due topi vanno dunque a cercare indizi nell'orfanotrofio dove abitava Penny (uno dei pochi indizi letti nel messaggio) e lì incontrano Rufus, un gatto ormai troppo anziano per dare la caccia ai topi. Il gatto racconta loro che Penny era una bambina molto triste e solitaria, perché nessuno voleva adottarla; negli ultimi tempi però, una strana coppia (da lui definita "gente mediocre") aveva cercato di convincere Penny a partire con loro. La donna, di nome Madame Medusa, gestisce un banco dei pegni poco lontano dall'orfanotrofio; Bianca e Bernie vi si recano alla ricerca di ulteriori prove utili, trovando un libro per bambini con la firma di Penny. Nel mentre, il telefono della bottega squilla improvvisamente e malgrado l’ora tarda sopraggiunge a rispondere Medusa, che i topi sentono parlare furiosamente con il suo assistente, Snoops, riguardo ad un certo "diamante" e sul fatto che Penny sia riuscita a mandare dei messaggi di soccorso in bottiglia. In preda alla collera, la donna si appresta a prendere il primo volo per la Palude del Diavolo, dove Snoops tiene Penny prigioniera. I topi tentano di inseguirla nascondendosi nella sua valigia da viaggio, ma vengono presto sbalzati fuori dall'auto a causa della guida spericolata della donna.
Il giorno seguente, i due topi si avvalgono dunque della compagnia Albatross Airlines, gestita dall'albatros Orville, che fa sia da pilota che da "aeroplano". Dopo un rocambolesco arrivo alla palude, causato dai fuochi d'artificio lanciati da Snoops per illuminare la palude e trovare così Penny, che ha tentato nuovamente la fuga, Bianca e Bernie fanno la conoscenza dei topi di palude Ellie Mae e Luke, il marito pelandrone ed appassionato di grappa, per poi assistere impotenti al recupero di Penny da parte di Bruto e Nerone, i coccodrilli domestici di Medusa. Con l'aiuto della libellula Evinrude, che funge da motore per la loro piccola barca, Bianca e Bernie riescono a raggiungere il battello dove Penny è tenuta prigioniera; dai discorsi di Medusa e Snoops, scoprono che i due stanno cercando un enorme diamante chiamato l'"Occhio del Diavolo", e che hanno rapito Penny perché solo un bambino potrebbe entrare nella caverna- un covo di pirati abbandonato da secoli- in cui si trova la gemma. Dopo essere sfuggiti per un soffio a Bruto e Nerone e al fucile di Medusa, che ha il terrore dei topi, Bianca e Bernie riescono a raggiungere Penny e i tre escogitano un piano per poter fuggire: mandano Evinrude a chiamare rinforzi, ma durante il viaggio la libellula viene inseguita da un branco di pipistrelli e costretta a nascondersi.
Il mattino seguente, Medusa e Snoops portano di nuovo Penny nel luogo in cui è situato il diamante; sotto la minaccia di non farle più vedere Chicco, il suo amato orsacchiotto di peluche, la donna riesce a costringere la bambina a calarsi nella grotta. Nascosti in una tasca della bambina, Bianca e Bernie scendono con lei nel pozzo e l'aiutano nella ricerca, trovando poi il diamante all'interno di un teschio; riescono ad estrarlo e a salvarsi per un pelo dall'alta marea, che in poco tempo ha riempito d'acqua la grotta. Penny consegna il diamante a Medusa, che però tradisce Snoops dicendogli di volersi tenere il diamante tutto per sé. Nel frattempo, Evinrude riesce a scappare dai pipistrelli e a raggiungere la casa di Ellie Mae e Luke, in cui gli animali della palude si erano già riuniti per organizzarsi e partire all’attacco del battello per salvare Penny.
Una volta sul battello, Medusa cerca di fuggire minacciando l'ex-socio e la bambina con un fucile, dopo aver nascosto il diamante nell'orsacchiotto sottratto prima a Penny. Bianca, Bernie e gli animali della palude riescono a sconfiggere i due malviventi e i coccodrilli, per poi fare esplodere in mille pezzi il battello coi fuochi d'artificio di Snoops, permettendo così a Penny di fuggire con il diamante sulla "palumobile" di Medusa. Nel tentativo di fermare la bambina, Medusa si aggrappa ad una corda legata alla palumobile, finendo per investire Bruto e Nerone, che le fanno involontariamente da "sci d'acqua"; dopo una virata, Medusa finisce contro una delle ciminiere rimaste intatte del battello, rimanendovi aggrappata per evitare l'attacco di Bruto e Nerone, che vogliono vendicarsi dei maltrattamenti appena subiti dalla loro padrona. Snoops, intanto, la deride mentre naviga su un'asse di legno del battello a mo' di zattera.
Una volta ritornati a New York, la bambina consegna l'Occhio del Diavolo allo Smithsonian Institute e viene finalmente adottata. Bernie viene promosso a membro effettivo della società e riparte insieme all'amata Bianca per un’altra avventura, accompagnati da Orville ed Evinrude.

## Personaggi

Concept art di Madame Medusa

Concept art di Orville

- Bernie (Bernard): è l'usciere della sede della Società di Salvataggio. Goffo e fifone, soffre di balbuzie e triscaidecafobia, ma viene scelto da Miss Bianca come co-agente nella missione per salvare Penny. È chiaramente attratto da Miss Bianca.
- Miss Bianca: rappresentante dell'Ungheria presso la Società di Salvataggio, è una topina elegante e molto affascinante, ma ha anche uno spirito avventuroso e altruista che la porta a proporsi subito per salvare Penny. Adora il rischio e dimostra di essere pronta ad affrontare il pericolo come se ne fosse attratta.
- Penny: è un'orfana molto sola e triste, convinta di non essere abbastanza carina da essere adottata; viene rapita da Medusa dopo essere scappata dall'orfanotrofio ed è sfruttata dalla donna per esplorare l'antro dov'è nascosto l'occhio del Diavolo, poiché è abbastanza piccola per passare dalle parti più strette. Inizia gli eventi del film gettando un messaggio in bottiglia nel fiume, che è poi trovato dalla Società di Salvataggio. È molto legata al suo orsacchiotto di pezza Chicco (Teddy), da cui non si separa mai, e anche all'anziano gatto dell'orfanotrofio, Rufus.
- Madame Medusa: principale antagonista del film, è una donna avida, volgare e vistosa che gestisce un piccolo banco dei pegni a New York. Ha trasformato un vecchio battello incagliato nella palude del Diavolo in un covo, e da lì cerca un modo per mettere le mani sul leggendario diamante chiamato "Occhio del Diavolo".
- Bruto (Brutus) e Nerone (Nero): sono due grandi e feroci coccodrilli che Medusa tiene come animali domestici. La donna li coccola spesso, ma non esita a picchiarli se si arrabbia. Portano i nomi di due personaggi della storia romana, uno degli uccisori di Giulio Cesare, Bruto, e l'imperatore Nerone.
- Snoops: è l'ingenuo e incompetente aiutante di Medusa. Avido ed interessato solo ai profitti economici, non brilla per intelligenza e si riduce a diventare il tirapiedi della donna con la speranza di incassare il 50% della vendita del favoloso diamante "Occhio del Diavolo", anche se in realtà Medusa vuole tenersi il guadagno tutto per sé. Ha una grande paura di Nerone e Bruto.
- Rufus: è un anziano gatto con gli occhiali e la sciarpa rossa che vive all'orfanotrofio ed è un grande amico di Penny. Darà un piccolo ma importante aiuto a Miss Bianca e Bernie per cercare la bambina.
- Orville: è un albatro dalle maniere eccentriche che gestisce una compagnia di volo, sebbene voli in maniera piuttosto sgangherata e abbia dei problemi a decollare. È lui a portare Bianca e Bernie alla palude del Diavolo ed è protagonista di alcune scene comiche.
- Ellie Mae: è una grossa femmina di topo muschiato che abita nella palude del Diavolo, insieme ad altri animali. Ha maniere gentili, ma è anche molto temeraria.
- Luke: è un vecchio topo muschiato, marito di Ellie Mae, smilzo e ubriacone ma comunque solidale e amichevole. Adora la sua grappa fatta in casa, una bevanda tanto forte da incendiare la bocca di chi la beve.
- Evinrude: una velocissima libellula che vive nella palude del Diavolo. Traghetta Miss Bianca e Bernie attraverso la palude per raggiungere il covo di Medusa e guida gli animali della palude in aiuto dei due topi.

## Produzione
Nel 1962, dopo l'uscita del romanzo Le avventure di Bianca e Bernie (il secondo della serie), nello studio fu proposta l'idea di adattarlo. La Disney acquistò allora i diritti della serie e iniziò la stesura di un trattamento sviluppato, invece, a partire dal primo libro, incentrato su un poeta norvegese tenuto prigioniero da un governo totalitario in una roccaforte siberiana. Tuttavia Walt Disney, che aveva suggerito di sostituire il poeta con un orso polare di nome Willie prigioniero di uno zoo, accantonò il progetto, essendo disinteressato alle connotazioni politiche che la storia stava acquisendo. L'idea fu ripresa nei primi anni settanta come un progetto per i giovani animatori guidati da Don Bluth, in quanto lo studio intendeva alternare film su larga scala con pellicole meno ambiziose e dall'animazione più semplice. Gli animatori avevano scelto il libro più recente, Miss Bianca in the Antarctic, la cui trama è incentrata su un orso polare che, dopo essere stato catturato e costretto ad esibirsi negli spettacoli, lancia un messaggio in bottiglia che raggiunge i topi. Il cantante jazz Louis Prima avrebbe dovuto doppiare il personaggio di nome Louis the Bear e il film sarebbe stato caratterizzato da sei canzoni cantate da Prima e Sam Butera e scritte da Floyd Huddleston. Ma nel 1975, a seguito di mal di testa ed episodi di perdita di memoria, Prima scoprì di avere un tumore cerebrale e il progetto fu scartato.
Nel frattempo, la squadra principale aveva finito di lavorare a Robin Hood e avrebbe dovuto iniziare la produzione di Scruffy, adattamento dell'omonimo romanzo di Paul Gallico, sotto la direzione di Ken Anderson. La trama riguardava le bertucce di Gibilterra durante la seconda guerra mondiale e coinvolgeva anche i nazisti. Tuttavia, i dirigenti dello studio decisero infine di approvare solo uno dei due progetti, scegliendo Le avventure di Bianca e Bernie. Quando Scruffy fu accantonato, la squadra dei veterani trasformò il progetto in una più tradizionale produzione su larga scala, scartando definitivamente l'ambientazione artica della storia, perché, come affermò lo sceneggiatore Fred Lucky, "era uno sfondo troppo rigido per gli animatori". Crudelia De Mon, l'antagonista de La carica dei cento e uno, fu originariamente considerata il principale antagonista del film, ma secondo l'animatore Ollie Johnston all'epoca sembrava sbagliato produrre sequel, così Anderson (che aveva partecipato al design di Crudelia) creò in sostituzione il personaggio di Madame Medusa, versione ritoccata della Duchessa del romanzo Le avventure di Bianca e Bernie. Milt Kahl, al suo ultimo lavoro per lo studio, si ispirò per l'aspetto del personaggio alla sua ex moglie, che egli non amava particolarmente; Kahl voleva che il suo ultimo personaggio fosse il migliore, tanto che finì per realizzarne pressoché tutte le animazioni da solo. Penny fu ispirata da Pazienza, l'orfana nel romanzo, mentre il personaggio di Mandrake fu adattato nel signor Snoops, il cui aspetto è una caricatura dello storico dell'animazione John Culhane. Culhane affermò di essere stato praticamente ingannato nel posare per varie reazioni e i suoi movimenti furono imitati sul foglio di modello del signor Snoops. Tuttavia, affermò, "divenire un personaggio Disney era oltre i miei più sfrenati sogni di gloria". L'aspetto del gatto Rufus è invece ispirato a quello di Johnston, che l'ha creato e animato.
Gli sceneggiatori avevano considerato di sviluppare Bianca e Bernie come una coppia sposata di detective professionisti, ma decisero che lasciare i personaggi come principianti scapoli sarebbe stato più romantico. Evinrude inizialmente avrebbe dovuto essere un personaggio accessorio, ma il potenziale comico di mostrare la sua stanchezza attraverso il ronzio lo fece diventare molto più importante; il suo nome deriva da quello dell'azienda Evinrude Outboard Motors. Il veterano progettista sonoro e doppiatore James MacDonald, in pensione da diversi anni, decise di tornare al lavoro un'ultima volta per fornire gli effetti sonori di Evinrude e fu accreditato nel cast vocale. Inoltre, le creature della palude erano inizialmente organizzate in un esercito che si addestrava e marciava senza sosta, tuttavia gli sceneggiatori preferirono trasformarlo in un gruppo volontario di civili. Il loro capo, una rana toro cantante doppiata da Phil Harris, fu eliminato dal film. Originariamente come mezzo di trasporto di Bianca e Bernie fu proposto un piccione, finché Ollie Johnston non si ricordò un film della serie La natura e le sue meraviglie che mostrava gli albatros e i loro goffi decolli e atterraggi, e suggerì al suo posto lo sgraziato uccello.
Fin da La carica dei cento e uno l'animazione dei classici Disney veniva prodotta con la xerografia, che accentuava i contorni neri dei disegni. Per Le avventure di Bianca e Bernie, Kahl sostenne l'utilizzo di contorni grigi che dessero ai disegni un aspetto meno grezzo. La produzione del film segnò l'ultimo sforzo congiunto dei veterani Milt Kahl, Ollie Johnston e Frank Thomas, e il primo film Disney al quale Don Bluth lavorò come direttore dell'animazione. Altri animatori che emersero durante la produzione furono Glen Keane, Ron Clements e Andy Gaskill, che avrebbero giocato un ruolo importante nel Rinascimento Disney.
Il film richiese quattro anni di produzione (di cui oltre un anno per l'adattamento dei libri), 250 artisti, tra cui 40 animatori che realizzarono oltre 330.000 disegni e 750 sfondi per 14 sequenze distribuite in 1.039 scene.

## Colonna sonora
La colonna sonora strumentale del film fu composta da Artie Butler, mentre le canzoni furono scritte da Carol Connors e Ayn Robbins (la musica della candidata all'Oscar "Someone's Waiting For You" è però di Sammy Fain). Per la prima volta dopo Bambi le canzoni principali (eseguite in inglese da Shelby Flint) furono cantate come parte di una narrazione, anziché dai personaggi del film, come nella maggior parte dei classici Disney. L'unica eccezione è "Rescue Aid Society", cantata dai membri della S.I.S.: in questa canzone la voce di Bianca non è di Eva Gabor, ma di Robie Lester, narratrice della Disneyland Records dal 1965, che aveva già sostituito Gabor per la colonna sonora de Gli Aristogatti (1970). Allo stesso modo, nell'edizione italiana, la doppiatrice Melina Martello viene sostituita da Gianna Spagnulo, che canta anche le altre canzoni.

### Album
Benché non esista un album con la colonna sonora del film, contestualmente alla distribuzione della pellicola fu pubblicato dalla Disneyland Records un LP intitolato The Rescuers: Story and Songs from the Original Motion Pictures Soundtrack, in cui veniva reinterpretato il film tramite una narrazione di Bob Holt e le voci di alcuni doppiatori, nonché tutte le canzoni. Ne fu pubblicata anche una versione italiana narrata da Luigi Vannucchi.

#### Tracce
Lato A
1. Shelby Flint – The Journey (Connors, Robbins)
2. Bernard Fox, Bob Newheart, Robie Lester – Rescue Aid Society (Connors, Robbins)
3. Shelby Flint – Tomorrow Is Another Day (Connors, Robbins)

Lato B
1. Shelby Flint – Someone's Waiting For You (testo: Connors, Robbins – musica: Fain)
2. Shelby Flint – Tomorrow Is Another Day (Reprise) (Connors, Robbins)

## Distribuzione

### Data di uscita
Le date di uscita internazionali sono state:
- 22 giugno 1977 negli Stati Uniti
- 14 luglio in Argentina (Bernardo y Bianca)
- 3 agosto in Messico (Bernardo y Bianca)
- 13 ottobre nel Regno Unito
- 25 novembre in Spagna (Los rescatadores)
- 30 novembre in Francia (Les aventures de Bernard et Bianca)
- 15 dicembre in Italia e Paesi Bassi (De reddertjes)
- 16 dicembre in Germania Ovest (Bernard und Bianca - Die Mäusepolizei)
- 22 dicembre a Hong Kong
- 29 dicembre in Australia
- 14 luglio 1978 in Irlanda
- 15 ottobre in Emirati Arabi Uniti
- 2 dicembre in Svezia (Bernard och Bianca)
- 21 dicembre in Colombia (Bernardo y Bianca: Al rescate)
- 22 dicembre in Finlandia (Pelastuspartio Bernard ja Bianca)
- 25 dicembre in Brasile (Bernardo e Bianca)
- 26 dicembre in Danimarca (Bernhard & Bianca)
- 19 dicembre 1981 in Giappone (ビアンカの大冒険)
- 11 giugno 2007 in Ungheria (A mentőcsapat)

### Edizione italiana
La versione italiana del film è a cura di Roberto De Leonardis. Il doppiaggio italiano fu eseguito presso la International Recording con la partecipazione della C.V.D. e diretto da Mario Maldesi, mentre la direzione musicale è di Pietro Carapellucci.

### Edizioni home video
Il film uscì per la prima volta in VHS in Italia nel febbraio 1991, mentre in America del Nord uscì il 18 settembre 1992, anche in laserdisc. Una nuova edizione VHS fu pubblicata in Italia nell'aprile 1997 e in America del Nord il 5 gennaio 1999. In tutte le edizioni VHS il film era presentato in formato 4:3 pan and scan.
Il film fu distribuito in DVD-Video in Italia il 5 dicembre 2001 e in America del Nord il 20 maggio 2003. Il DVD presenta il film nel suo formato originale, benché non restaurato, e include come extra i cortometraggi I pescatori alati (non restaurato e col solo audio in inglese) e I tre moschettieri ciechi, una puntata speciale del programma TV interstiziale Sotto il cappello intitolata "I Cattivi Disney", la canzone "C'e chi veglia su di te" in versione canta-con-noi, una galleria di disegni e foto su produzione e promozione e un gioco interattivo.
Il 21 agosto 2012, in occasione del 35º anniversario, il film è stato distribuito in Blu-ray Disc in America del Nord in un'edizione che contiene Le avventure di Bianca e Bernie e Bianca e Bernie nella terra dei canguri in un unico Blu-ray Disc e in due DVD distinti. Gli extra relativi al primo film sono la canzone eliminata "Peoplitis", I pescatori alati (stavolta restaurato in alta definizione), I tre moschettieri ciechi (in definizione standard) e "Someone's Waiting for You" in versione canta-con-noi.

## Accoglienza

### Incassi
A fronte di un budget di 7,5 milioni di dollari, Le avventure di Bianca e Bernie incassò nel mondo 48 milioni durante la sua prima distribuzione al cinema, diventando il film Disney di maggior successo fino ad allora. Si guadagnò quindi una riedizione il 16 dicembre 1983 (con abbinato il cortometraggio Canto di Natale di Topolino) e un'altra il 17 marzo 1989, al termine delle quali il suo incasso salì a 71,2 milioni totali.

### Critica
Le avventure di Bianca e Bernie fu accolto in modo principalmente positivo dalla critica. L'83% delle 29 recensioni raccolte dal sito Rotten Tomatoes sono positive; sul sito il film ha un voto medio di 6,6, e il consenso recita: "Caratterizzato da animazioni superlative, personaggi non convenzionali e un affezionato doppiaggio di Bob Newhart ed Eva Gabor, Le avventure di Bianca e Bernie rappresenta un punto luminoso nel periodo successivo all'epoca d'oro della Disney". TV Guide diede alla pellicola tre stelle su cinque, affermando: "con quattro anni di produzione e un costo di quasi 8 milioni di dollari, Le avventure di Bianca e Bernie è un film magnificamente animato che mostrò come la Disney sapesse ancora molto su come fare pietanze per bambini di qualità anche se la loro storia si stava indebolendo. (...) Le voci sono tutte ben adatte ai personaggi e il film è una delizia per i bambini, così come per gli adulti che apprezzano la buona animazione e la narrazione vivace". Secondo John Grant, Le avventure di Bianca e Bernie è un film "di transizione" che segna il passaggio dalla vecchia scuola di animatori Disney alla nuova, il cui punto forte è il character design piuttosto che la sceneggiatura. Nel suo libro The Disney Films, Leonard Maltin definisce il film "una boccata d'aria fresca per tutti coloro che erano preoccupati per il futuro dell'animazione alla Walt Disney", loda i suoi "umorismo e immaginazione" e afferma che è "sapientemente tessuto in una solida struttura narrativa [...] con un delizioso cast di personaggi". Infine, lo dichiara "il film d'animazione più soddisfacente a provenire dallo studio dopo La carica dei cento e uno".

## Riconoscimenti
- 1978 – Premio Oscar
  - Candidato per la miglior canzone a Sammy Fain, Carol Connors e Ayn Robbins per Someone's Waiting for You
- 1978 - Goldene Leinwand
  - Goldene Leinwand
- 1977 - National Board of Review Awards
  - Menzione speciale

## Casi mediatici
L'8 gennaio 1999, tre giorni dopo l'uscita della seconda edizione VHS del film in America del Nord, la Walt Disney Company annunciò di aver ritirato circa 3,4 milioni di copie della videocassetta a causa di un'immagine discutibile in uno degli sfondi del film.
In particolare, si trattava dell'immagine sgranata di una donna in topless che compariva in una finestra su due fotogrammi non consecutivi durante la scena in cui i protagonisti stanno volando sul dorso di Orville attraverso New York. In ogni caso l’immagine non poteva essere vista durante una visione ordinaria a causa della velocità a cui scorrono i fotogrammi.
Il 10 gennaio 1999, due giorni dopo l'annunciato ritiro delle copie con l'immagine incriminata, il quotidiano The Independent di Londra riportò:
Il film fu rieditato in VHS il 23 marzo 1999 privo dell'immagine in questione.

## Altri media
Le avventure di Bianca e Bernie ricevette tre adattamenti a fumetti, il primo dei quali scritto da Carl Fallberg e disegnato da Richard Moore e pubblicato negli Stati Uniti in 13 tavole domenicali dal 6 marzo al 29 maggio 1977, allo scopo di promuovere il film. Un altro adattamento statunitense disegnato da Pete Alvarado fu pubblicato, stavolta in formato comic book, nel settembre dello stesso anno nella testata Walt Disney Showcase. Il terzo adattamento, di produzione e pubblicazione unicamente francese, fu pubblicato nella rivista Le Journal de Mickey il 27 novembre, tre giorni prima dell'uscita del film in Francia. I personaggi del film sono in seguito apparsi in alcune storie a fumetti con una trama originale, soprattutto di produzione olandese. Bianca e Bernie fanno inoltre delle brevi apparizioni nella serie TV House of Mouse - Il Topoclub.

## Sequel
Il 16 novembre 1990 uscì nei cinema statunitensi il sequel Bianca e Bernie nella terra dei canguri, che vide il ritorno, oltre che dei due protagonisti, anche del presidente della S.I.S., tutti e tre con i loro doppiatori originali. Il personaggio di Orville, a causa della morte del suo doppiatore Jim Jordan, fu sostituito con quello del fratello Wilbur, doppiato da John Candy.